# Turgay Erdener
Turgay Erdener (født 15. juni 1957 i Gümüşhane, Tyrkiet) er en tyrkisk komponist, pianist , rektor og lærer.
Erdener startede med studier på mandolin, men skiftede instrument til klaver, som han studerede på Det Statslige Musikkonservatorium i Ankara. Han studerede komposition, underviste og blev senere rektor på Det Statslige Musikkonservatorium i Ankara. Han har skrevet 2 symfonier, orkesterværker, kammermusik, balletmusik, scenemusik, klaverstykker, operetter, vokalmusik etc.
Erdener hører til en af de vigtige komponister blandt den yngre generation i Tyrkiet i nutiden.

## Udvalgte værker
- Symfoni nr. 1 (2003) - for orkester
- Symfoni nr. 2 "Hav symfoni" (2005) - for kor og orkester
- "Istanbuls navn" (1993) - opera
- "Afife" - (1998) - ballet